# NGC 4742
NGC 4742 је елиптична галаксија у сазвежђу Девица која се налази на NGC листи објеката дубоког неба.
Деклинација објекта је - 10° 27' 17" а ректасцензија 12h 51m 48,0s. Привидна величина (магнитуда) објекта NGC 4742 износи 11,3 а фотографска магнитуда 12,3. Налази се на удаљености од 16,350 милиона парсека од Сунца. NGC 4742 је још познат и под ознакама MCG -2-33-32, UGCA 303, IRAS 12490-1009, PGC 43594.